# هاين آي تابك
هاين آي تابِكَ (بالإنجليزية: Hine-i-Tapeka)، في الأساطير الماورية، هي إلهة النار الجوفية أو السفلى. هي أخت هيني نوي تي بور وماهيوكي، ويتم إعطاء والديها اسم تاني أو ماكارا وروتوا. وفقا لأسطورة عند قبيلة نغاتي، فقد لاحقت ماوي بعد أن دمر أطفال النار. ووفقا لتاكيتيمو، أخفت نارها تحت الأرض، حيث أصبحت أصل النار البركانية.